# Diazoacétate d'éthyle
Le diazoacétate d'éthyle est un composé organique de la famille des diazo c'est-à-dire qui porte la fonction −N=N+= éminemment instable. Il est un des rares composés diazo commercialement disponible car la fonction ester le stabilise par délocalisation électronique via le tautomère −O-COEt=CH-N+≡N.

## Synthèse
La synthèse originale date de 1944 et fut mise au point par Ennis B. Womack et A. B. Nelson. Elle consiste en la réaction du nitrite de sodium NaNO2 sur l'éther éthylique de la glycine hydrochlorée dans une mélange biphasique d'eau et d'éther diéthylique.

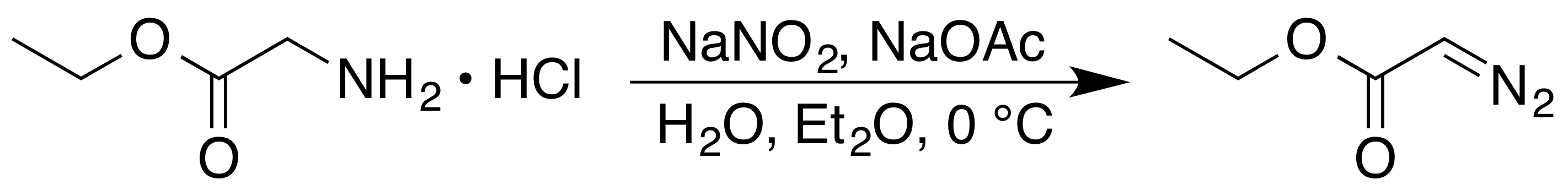
Synthèse du diazoacétate d'éthyle

Le rendement de cette synthèse a été légèrement amélioré par N. E. Searle en remplaçant l'éther par du dichlorométhane.

## Sécurité
Le diazoacétate d'éthyl est un produit nocif et inflammable qui explose violemment quand il est chauffé.Il est donc absolument nécessaire d'être très prudent en particulier lors des distillations.